# Camp Blood: First Slaughter
Camp Blood: First Slaughter ist ein US-amerikanischer Slasher-Film von Regisseur Mark Polonia aus dem Jahr 2014. Es handelt sich um den insgesamt vierten Teil der Camp-Blood-Filmreihe. Da der Vorgänger Within the Woods (2005) jedoch eine Art Spin-off darstellen soll, wird dieser Teil auch als Camp Blood 3 und Camp Blood III 3D geführt.

## Handlung
Der Film baut direkt auf der Handlung von Camp Blood und Camp Blood 2 – The Revenge auf. Der Clown aus den ersten beiden Teilen wird in der Eröffnungsszene nach einigen Morden selbst getötet und stattdessen geht nun ein anderer maskierter Mörder um.
Kurze Zeit später an der Universität stellt Professorin Mallory ihren Studenten eine ungewöhnliche Aufgabe. Sie präsentiert ihnen ein Video über die Camp-Blood-Morde und fragt nach, ob es sich um eine Urbane Legende handelt oder nicht. Der Kurs ist gespalten und so erhalten sie die Aufgabe, die Legende an den Originalschauplätzen zu untersuchen. Die Gruppe macht sich auf den Weg. Eine Studentin reist bereits früher an und wird direkt von dem neuen Mörder getötet. Während die anderen Studenten zum Camp Blood fahren, stoppt die Handlung und ein Nachrichtensprecher berichtet vom Tod der Studenten. Im Anschluss wird Videomaterial im Stil eines Found-Footage-Films gezeigt.
Einer nach dem anderen der Gruppe wird von der maskierten Gestalt getötet. Einer der Studenten ist eingeweiht und denkt, dass sich Professorin Mallory einen Scherz erlaubt und eine Art Soziales Experiment durchführt. Doch weit gefehlt: Sie ist der wahre Mörder von Camp Blood. Einzig Christi kann ihr entkommen und tötet sie anschließend. Als sie zum Wagen gelangt, sitzt jedoch schon jemand darin und überfährt sie.

## Hintergrund
14 Jahre nach den ersten beiden Teilen und 9 Jahre nach Within the Woods, der ebenfalls vom Original-Regisseur Brad Sykes inszeniert wurde, übernahm Mark Polonia die Regie. Mit der Benennung des Films beginnt ein Titelchaos, da Within the Woods ebenfalls schon als Teil 3 vermarktet wurde. Ein ähnliches Problem entstand später mit Ghost of Camp Blood, dem 8. Teil, dem wiederum Camp Blood 8 nachgeschoben wurde.
Der Film erschien am 20. Mai 2014 in den Vereinigten Staaten als DVD-Premiere. In Deutschland erschien keine Synchronfassung. Erstmals veröffentlicht wurde der Film dort als Mediabook von WMM am 29. Oktober 2021 in der Reihe Super Spooky Stories zusammen mit den Teilen 1 bis 6 (ohne Within the Woods). Die DVD enthält nur die englische Tonspur mit deutschen Untertiteln.
Im Gegensatz zu den ersten Teilen wurde der Film zum Teil als Found-Footage-Film inszeniert.

## Rezeption
Die englische Horrorfilm-Seite Bloody-Disgusting.com schrieb, der Film falle in die Kategorie „So schlecht, das er schon wieder gut ist“, jedoch sei er in erster Linie schlecht. Viele der Gore-Effekte seien durch CGI-Effekte ruiniert und insbesondere die Found-Footage-Inszenierung sei nicht gut gelungen.